# Piotr Klatt
Piotr Jerzy Klatt (ur. 23 kwietnia 1964 w Płocku) – polski muzyk. 

## Życiorys
Lider, wokalista i autor tekstów zespołu Róże Europy, producent programów muzycznych w Telewizji Polskiej, dziennikarz Programu III Polskiego Radia (od 1990 do 2011 i od 2018 do 2020) i RDC (od 2016). Wielokrotny dyrektor Krajowego Festiwalu Piosenki Polskiej w Opolu oraz Krajowych Eliminacji do Konkursu Piosenki Eurowizji.
Grał m.in. w zespole Lalki Kaliguli oraz przez bardzo krótki czas w Kulcie.
Prowadził kilka audycji w Programu III Polskiego Radia: Brum, Pół perfekcyjnej płyty (2000), Ze środy na czwartek (2002–2011) i Radio młodych bandytów (2018–2020).
W TVP2 prowadził program Rocknoc.
Ma kuzyna Roberta, który jest również muzykiem i gra w zespole Classic.

## Filmografia
- Historia polskiego rocka (2008, film dokumentalny, reżyseria: Leszek Gnoiński, Wojciech Słota)
- Dekalog X